# 胡茂成
胡茂成（1955年—），湖北鹤峰人，土家族，中华人民共和国政治人物、第十一届全国人民代表大会湖北地区代表。
毕业于华中农业大学林学专业，是中共党员。担任湖北民族学院党委书记。2008年起担任全国人大代表。